# Kale (měsíc)
Kale (kay'-lee, IPA: /keɪli/; řecky Καλη) nebo též Jupiter XXXVII, je retrográdní nepravidelný přirozený satelit Jupiteru. Byl objeven v roce 2001 skupinou astronomů z Havajské univerzity a dostal prozatímní označení S/2001 J 8, platné do srpna 2003, kdy byl definitivně pojmenován.
Kale má v průměru asi ~2 km, jeho průměrná vzdálenost od Jupitera činí 22,409 Gm, oběhne jej každých 685,3 dnů, s inklinací 165° k ekliptice (166° k Jupiterovu rovníku) a excentricitou 0,2011. Kale patří do rodiny Carme.